# Ritscher Upland
Ritscher Upland är en platå i Antarktis. Den ligger i Östantarktis. Norge gör anspråk på området.